# Casa Trinxet
La casa Trinxet era un edifici modernista ubicat al carrer de Còrsega, 268 de l'Eixample de Barcelona, a tocar del carrer de Balmes. Va ser construït entre 1902 i 1904 i enderrocat el març del 1967, enmig de fortes protestes del sector cultural i dels professionals de l'arquitectura, amb un gran ressò als mitjans de comunicació. Es tractava d'una obra de l'arquitecte Josep Puig i Cadafalch de transició cap al racionalista amb una imatge clarament Sezession i influència d'Olbrich. Si bé l'estructura i distribució eren poc sofisticades i es basaven en la casa romana, l'activitat de l'equip d'artesans habitual de l'arquitecte (Homar, Arnau, Rigalt, Ballarin i Juyol) havia estat tan intensa i rica com la que es pot veure en altres obres contemporànies de l'autor com el palau del Baró de Quadras o la casa Amatller. En aquest cas, i per raons familiars del propietari, s'hi va afegir un jove Joaquim Mir amb unes pintures murals espectaculars i absolutament innovadores.

## Història
El propietari era Avel·lí Trinxet i Casas, natural de Vilanova i la Geltrú, i germà d'Isabel Trinxet, mare del pintor Joaquim Mir. Havia estat casat amb Antònia Mas, amb qui va tenir nou fills, dos morts prematurament i tres desheretats per «casar-se en contra de la seva voluntat». Va esdevenir un important fabricant tèxtil, dedicat a la confecció de filats i teixits de cotó (vegeu fàbrica Trinxet).
Trinxet va enviudar i es va tornar a casar amb Josepa Matheu, a qui va voler obsequiar amb la nova casa. Amb tot, només la va ocupar uns anys, ja que va morir el 30 d'abril de 1917. El projecte és del 25 de març de 1902 i l'obra es va acabar el 1904. L'any següent, va merèixer un accèssit al concurs anual d'edificis artístics de l'Ajuntament de Barcelona. Puig va comptar amb els col·laboradors habituals. Gaspar Homar va dissenyar la decoració interior amb dissenys florals i de fulls d'olivera; Manuel Ballarín i Lancuentra es va encarregar de la forja; les escultures de fusta i de fosa artística va ser realitzada per Alfons Juyol i les escultures principals en pedra podrien haver estat obra d'Eusebi Arnau, si bé no hi consta documentat. L'escultura que hi ha documentada era una marededéu en fusta obra de Josep Llimona que decorava el començament de la barana de l'escala principal, tot i que pot tractar-se d'un afegit posterior. Els vitralls emplomats que decoraven totes les portes interiors així com la lluerna del pati central, eren de la casa Rigalt i Granell. Les columnes de pedra amb capitells florals que hi havia a l'interior eren obra de Josep Maria Barnadas. L'únic col·laborador no habitual de l'equip de Puig va ser Joaquim Mir i Trinxet, que es va encarregar de part de la pintura per desig del propietari.
La casa va ser sempre propietat de la família Trinxet, però no sempre va ser utilitzat com a habitatge. L'any 1939, el primer ajuntament franquista hi va instal·lar una «escola de formació domèstica» per a noies que junt amb altres escoles municipals varen representar un oasi pedagògic amb una línia educativa d'avantguerra. Hi va ser fins al 1950, quan va ser traslladada.

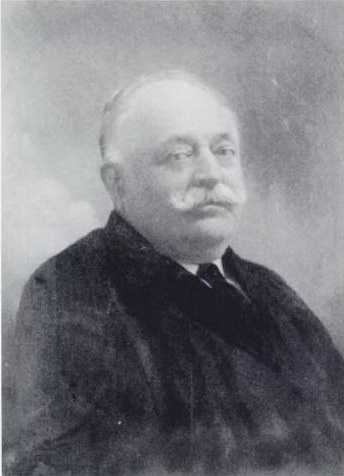
Avel·lí Trinxet

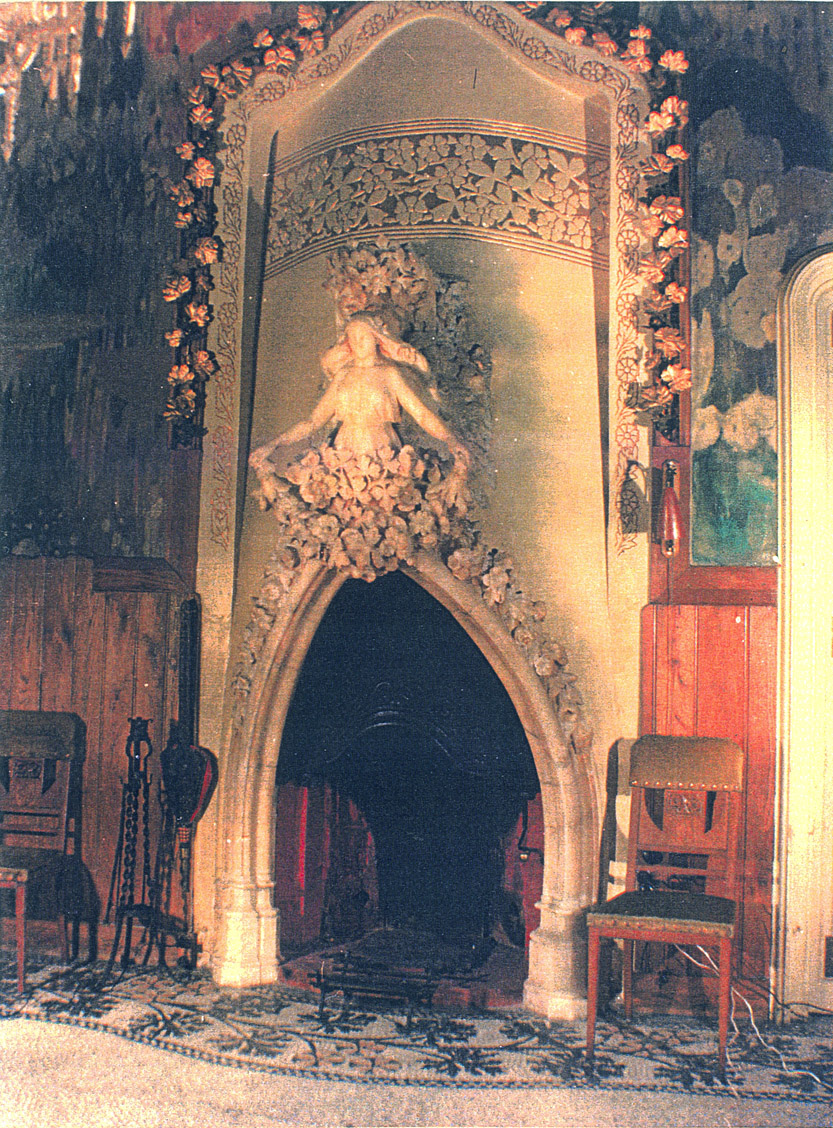
Llar de foc amb una escultura atribuïda a Eusebi Arnau. Al seu voltant s'aprecien les pintures de Joaquim Mir, la il·luminació en forma de garlandes i el mosaic romà que tenien les sales nobles

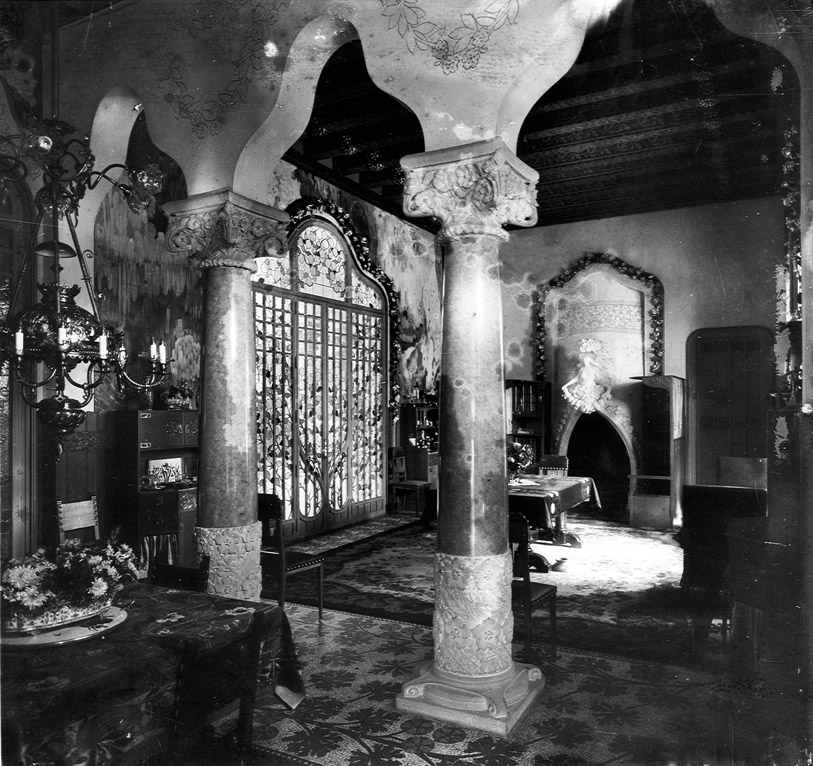
Salons principals amb el mobiliari de Gaspar Homar

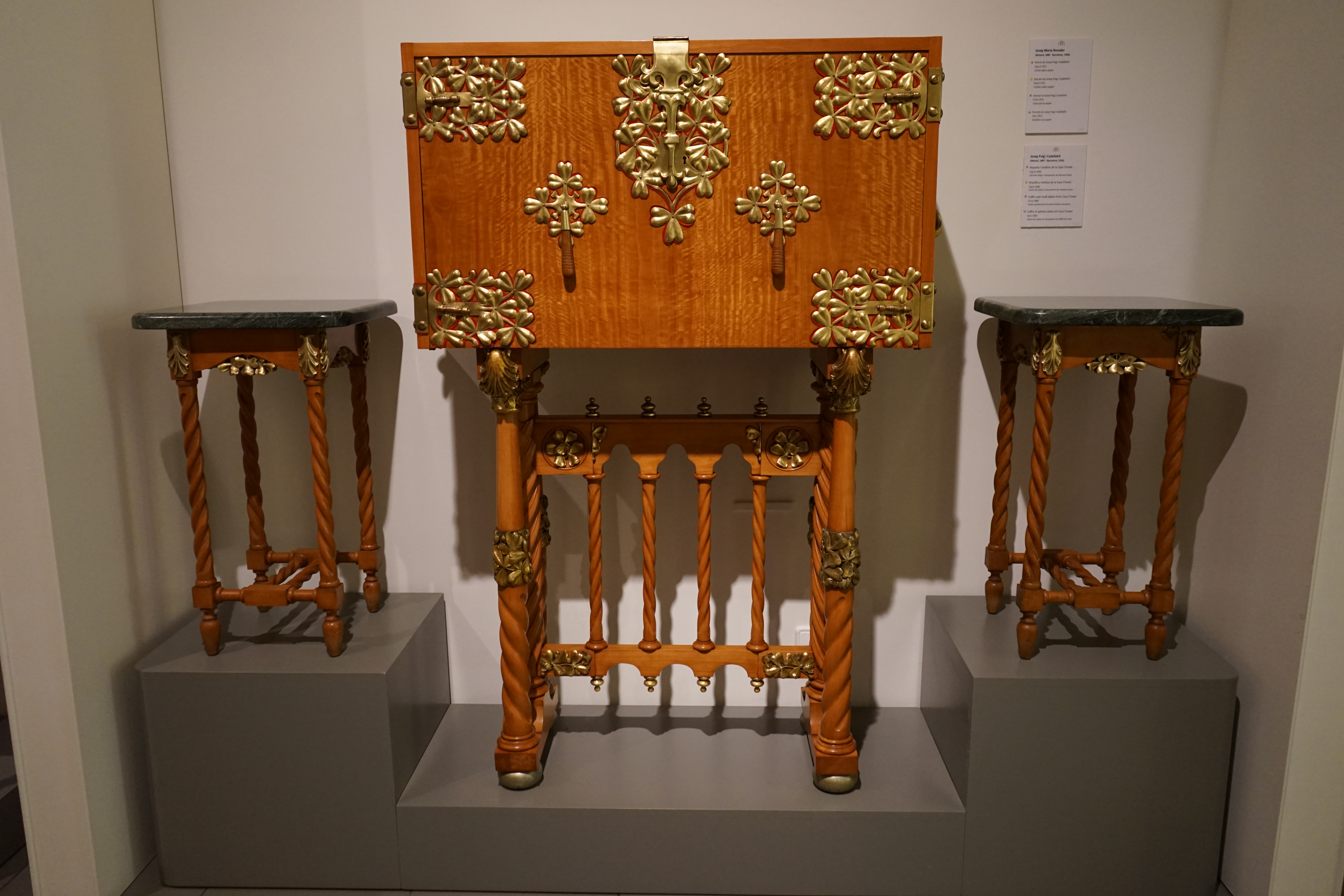
Arqueta i tauletes de la Casa Trinxet, cap al 1906

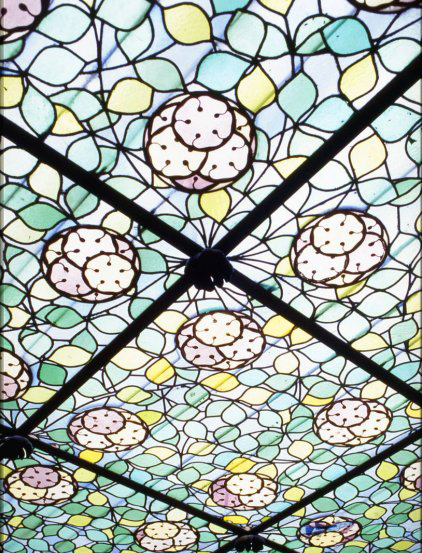
Vitralls de la casa Rigalt i Granell quan estaven instal·lats a la finca Gall d'Or

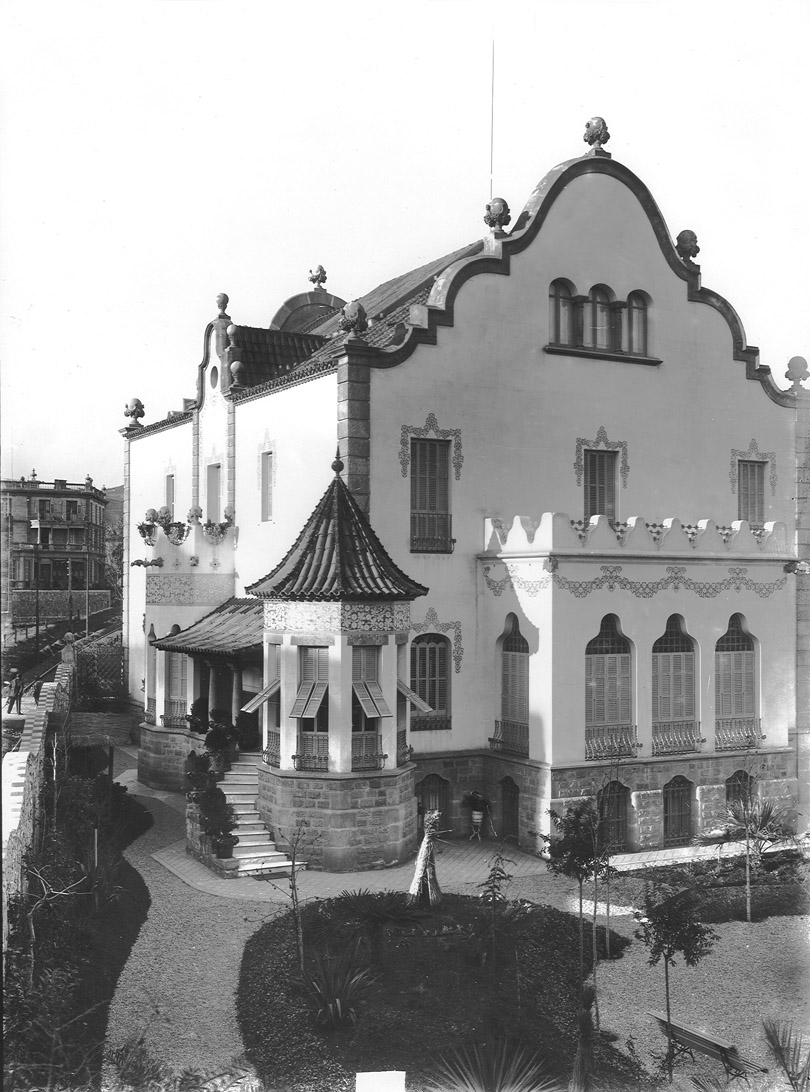
Vista posterior de la casa amb el jardí

A mitjans dels anys 1960, la compra de la finca per part de la immobiliària Núñez i Navarro va motivar una forta oposició de l'estament cultural i intel·lectual del país, amb un manifest formal signat per 134 arquitectes i artistes publicat a La Vanguardia, on es demanava a l'Ajuntament de Barcelona que adquirís l'edifici per a protegir-lo, quan faltava poc per al centenari del naixement de Puig i Cadafalch. Els defensors proposaven que s'hi instal·lés un museu del modernisme, que hauria de permetre la sensibilització envers aquest període i preservaria peces que s'estaven destruint per no comptar amb una protecció legal, inventariades per l'arquitecte Oriol Bohigas a la seva obra Arquitectura Modernista. Era un moment de poca sensibilitat envers el patrimoni arquitectònic, només defensat per uns pocs i amb una legislació gens favorable, ja que la consideració artística es fonamentava en una llei estatal del 1953 que exigia una antiguitat mínima de cent anys per a catalogar una obra. D'altra banda, la configuració original com a casa aïllada l'havia perduda en quedar bloquejada entre una casa de pisos i un garatge-estació de servei, que feia que perdés part de l'atractiu original i no fos tan mal vista la seva substitució per un edifici modern.
L'enderrocament comptava amb el suport del consistori de Porcioles, i finalment, es va dur a terme el març del 1967 per a construir-hi un edifici d'oficines, obra de Joan Margarit i Serradell. S'hi va desballestar tot allò que era vendible a peces, i una bona part va anar a parar a mans de les germanes Josefina i Maria Dolors Saula, que varen incorporar els materials comprats a la seva finca «Gall d'Or» a Calella. Bàsicament, es tractava dels vitralls de les portes, les escultures de la xemeneia i de l'escala, obra de Llimona, així com algunes columnes. L'any 2002, les propietàries varen decidir enderrocar la finca per a fer-hi un edifici d'habitatges i, després d'un enfrontament amb l'Ajuntament, els materials de la Trinxet varen seguir un destí no documentat.
Pel que fa a les pintures de Joaquim Mir, es varen trossejar per a ser aprofitades com a quadres de dimensions més reduïdes i es van repartir entre els hereus, els besnets d'Avel·lí Trinxet. Una d'elles va anar a parar a la Fundació Gòdia, un altre fragment, anomenat Coves de Mallorca, es troba al Museu Abelló a Mollet del Vallès. Altres elements com els vitralls o elements de decoració es varen dispersar entre col·leccionistes i antiquaris. L'any 1972, l'Ajuntament de Barcelona va aplegar per primer cop les pintures i els vitralls que havien decorat la casa Trinxet en una exposició antològica sota la direcció de Joan Ainaud de Lasarte. El Banco de Bilbao va tornar a fer una exposició similar el 1990-1991, tot i que no hi havia totes les peces que es varen dispersar quan foren venudes com a «material d'enderroc» el març de 1967.

## Edifici
Era de planta rectangular amb planta baixa, un pis i golfes, on el pintor Mir tenia un estudi de treball. Una característica destacada era la forma d'arc lobulat de les portes exteriors i interiors. La façana, de clara influència sezession, tenia una base de carreus a la part baixa, seguida d'una decoració en ceràmica amb relleu que arribava fins a la meitat de la planta baixa i la resta era estucat en blanc amb garlandes de flors multicolors esgrafiades al voltant de les finestres de les golfes i vorejant l'encapçalament. Mentre la part inferior recorda la casa de la Lactància que Antoni Falguera faria uns anys més tard, la part alta guarda similituds amb la casa Muntadas de Puig i Cadafalch (1901) amb unes garlandes d'un estil que l'arquitecte faria servir a la casa Pere Company uns anys més tard.
Les finestres del carrer eren rectangulars amb la llinda decorada en pedra i un treball de forja als balcons del primer pis. El buit central sobre la porta d'accés tenia una galeria rodona amb un ric treball en pedra. A la banda esquerra, com si fos un annex, hi havia una entrada auxiliar que donava accés directe al jardí posterior, on hi havia les estances del servei. A sobre d'aquest accés, hi havia una petita terrassa que el 1912 va ser coberta per a construir un oratori.
L'accés des del carrer era per una porta central i un petit tram d'escales que portaven a la porta principal de l'habitatge. Darrere de la porta principal s'ubicava un pati, just al centre de la planta, que feia de distribuïdor de les estances nobles de la planta baixa i del que partien les escales per pujar a les plantes superiors. Aquesta solució havia estat utilitzada per Puig al palau del Baró de Quadras i a la casa Macaya, si bé en aquests dos casos es tracta de patis amb parets per a aïllar les estances, ja que connecten amb l'accés dels vehicles formant part de la zona exterior de l'habitatge. A la casa Trinxet, com després faria a la casa Llorach (també derruïda), eren espais oberts, com l'atri d'una domus romana, delimitats per columnes de pedra amb decoració floral enllaçades per arcs lobulats. El pati estava cobert per una immensa lluerna amb vitralls de fulles blaves i grogues, obra de Rigalt, que donava llum als tres pisos.
A la planta baixa hi havia el despatx d'Avel·lí Trinxet i uns salons que estaven orientats al carrer i els dos menjadors amb les pintures de Mir orientats al jardí posterior. El terra era de mosaic romà i comptaven amb una petita galeria. Al primer pis hi havia les habitacions, els serveis i l'oratori amb els vitralls dissenyats per Mir.
Les parets sobre els arcs que hi havia entre les columnes tant al pati central com a la separació entre els menjadors i també dins dels salons, estaven decorades amb les mateixes garlandes florals esgrafiades. Aquest detall decoratiu sembla una referència constant, ja que la il·luminació interior la formaven unes làmpades en forma de garlanda multicolor que emmarcava portes, finestres i altres elements com la llar de foc.

### L'obra de Mir
Avel·lí Trinxet va tenir una relació de mecenatge amb el seu nebot Joaquim Mir i Trinxet, que es va vehicular mitjançant un contracte comercial cap a l'any 1899, quan el pintor necessitava suport econòmic per marxar amb Santiago Rusiñol a establir-se com a pintor a Mallorca. Trinxet va finançar l'expedició a canvi de negociar la seva producció pictòrica, convertint-se, de facto, en el seu marxant. La relació va acabar trencada després de fortes tensions. Mir va comptar amb la mediació dels seus amics Pere Coromines i Miguel Utrillo, que varen aconseguir, el 1919, signar un acord amb Francesc Trinxet, el fill d'Avel·lí que ja havia mort el 1917. La mala relació ja havia estat comentada per Josep Pla a la seva biografia del pintor. Fruit de l'acord de mecenatge, Joaquim Mir havia d'incorporar les seves pintures per decorar el saló de la mansió.
Les pintures es trobaven als menjadors (un de petit, de diari, i un de gran per a les celebracions), dues peces que feien 9,52 x 5,25 amb una alçada de 3,1 m i que estaven separades per dues columnes obra de Josep Maria Barnadas. Cal tenir present que els panys de parets eren irregulars a causa dels arcs de les portes que eren trilobulats.
La temàtica del menjador gran era d'inspiració mallorquina, ambient en el que Mir es trobava immers quan va començar el 1902. Les havia pintat a les golfes del mateix edifici i eren sis plafons: 
- El torrent encantat, un plafó amb roques i aigües verdes de Mallorca.
- Abisme, amb muntanyes blanques.
- Pastoral, amb muntanyes i tarongers.
- Oriental, muntanyes i aigües vermelles.
- Tapis, amb aigües quietes i roques.
- Muntanyes diàfanes, igual títol que contingut.

Les pintures del menjador petit eren molt posteriors, del 1913, i varen ser realitzades durant la seva estada a l'Aleixar mentre es recuperava d'un accident que va patir a Mallorca. Mir la va titular «Tarragonina» i constava de quatre parts enllaçades que contenien: llogarrets, flors, paons i cases senyorívoles.
Joaquim Mir també va dissenyar els vitralls que havien d'anar a l'oratori, quatre peces de 190 x 95 cm que representaven: la Mare de Déu de petita, l'anunciació, la fugida a Egipte i el naixement. De la fabricació se'n va encarregar Rigalt i Granell el 1913.